# Axis: Bold as Love
Axis: Bold as Love és el segon àlbum dels Jimi Hendrix Experience, publicat l'any 1967.
Aquest àlbum sol ser considerat inferior al seu antecessor Are You Experienced?, i els senzills que foren gravats en el seu moment no tingueren tant d'èxit com els anteriors. No obstant això, cançons com "Little Wing" són considerades una de les cançons més importants i aquest àlbum, tot i no ser tan revolucionari com l'antecessor, destacà pels aspectes tècnics de cançons com "Bold as Love" i arribà a les posicions cinquena i tercera de les llistes de vendes del Regne Unit i Estats Units respectivament.

## Llista de cançons
Totes les cançons van ser escrites per Jimi Hendrix, excepte "She's So Fine", escrita per Noel Redding.
1. "EXP" (1:53)
2. "Up From The Skies" (2:55)
3. "Spanish Castle Magic" (3:00)
4. "Wait Until Tomorrow" (3:00)
5. "Ain't No Telling" (1:46)
6. "Little Wing" (2:24)
7. "If 6 Was 9" (5:32)
8. "You Got Me Floatin'" (2:45)
9. "Castles Made Of Sand" (2:46)
10. "She's So Fine" (2:37)
11. "One Rainy Wish" (3:40)
12. "Little Miss Lover" (2:20)
13. "Bold as Love" (4:09)

## Personal
- Jimi Hendrix: guitarra, veu, piano, baix i flauta
- Noel Redding: baix i veu
- Mitch Mitchell: bateria, glockenspiel (a "Little Wing") i veu (i entrevistador a "EXP")
- Trevor Burton, Gary Leeds, Graham Nash, Roy Wood i Chas Chandler: veu

### Producció i remasterització
- Chas Chandler: productor
- Eddie Kramer i Terry Brown: enginyers
- Janie Hendrix i John McDermott: supervisors de remasterització
- Eddie Kramer, Joe Gastwirt i George Marino: remasterització

### Altres
- Bruce Fleming, Eddie Kramer, Gered Mankowitz, Linda McCartney, Ron Rafaelli, Leni Sinclair, David Sygall, Ed Thrasher, Baron Wolman: fotografia
- Ed Thrasher: direcció artística
- David King, Roger Law, Rob O'Connor i Smay Vision: disseny
- David King i Roger Law: disseny de la coberta
- Petra Niemeier: disseny interior
- Michael Fairchild: notes